# Орчик (село)
О́рчик — село в Україні, у Берестинському районі Харківської області. Населення становить 379 осіб. До 2020 орган місцевого самоврядування — Малоорчицька сільська рада.
Після ліквідації Зачепилівського району 19 липня 2020 року село увійшло до Красноградського (Берестинського) району.

## Географія
Село Орчик знаходиться на правому березі річки Орчик за 3 км від місця впадання її в річку Оріль (права притока). Русло річки звивисте, утворює кілька стариць. Вище за течією село примикає до села Рунівщина, нижче за течією примикає до села Зарічне, на протилежному березі — село Малий Орчик.

## Історія

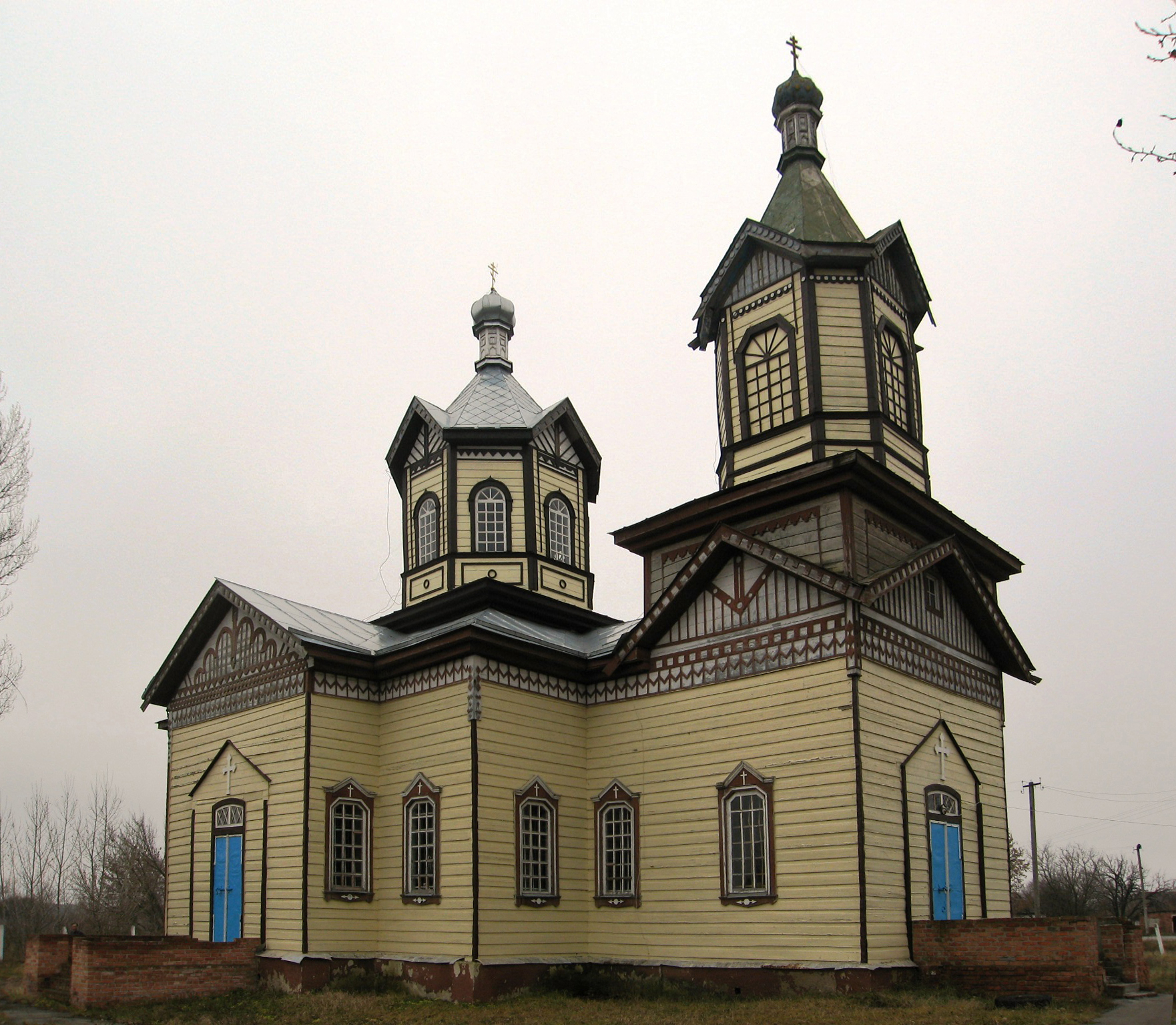
Миколаївська церква

Слобода Орчик належала до Полтавського полку. З 1737 по 1741 рр. Орчиком володів царський генерал-фельдмаршал Бурхард Кристоф Мініх.
Після його арешту слобода Орчик згідно з Указом імператриці Єлизавети Петрівни від 30 квітня 1743 р. була віддана її фавориту Олексію Григоровичу Розумовському.

## Населення
Згідно з переписом УРСР 1989 року чисельність наявного населення села становила 428 осіб, з яких 188 чоловіків та 240 жінок.
За переписом населення України 2001 року в селі мешкало 379 осіб.

### Мова
Розподіл населення за рідною мовою за даними перепису 2001 року:
| Мова       | Відсоток |
| ---------- | -------- |
| російська  | 61,74 %  |
| українська | 34,56 %  |
| білоруська | 0,26 %   |
| інші       | 3,44 %   |

## Економіка
- Молочно-товарна і птахо-товарна ферми.
- «Зоря», фермерське господарство.

## Об'єкти соціальної сфери
- Школа.
- Фельдшерсько-акушерський пункт.

## Пам'ятки
- Орчикський дендропарк — дендрологічний парк в Харківській області, Берестинський район. Дендрарій закладений в мальовничому куточку біля села Орчик в 1967 році працівниками місцевого лісництва. Зараз у дендропарку виростають більше тридцяти різних видів дерев і чагарників, завезених з інших природно-кліматичних зон.
- Свято-Миколаївська церква. Пам'ятник архітектури XIX століття. Зведена в 1863—1865 роках. Основним будівельним матеріалом для храму стало дерево, камінь використовувався лише для зведення цоколя. Споруда прикрашена різьбленням, в інтер'єрі присутні живопис і твори декоративно-прикладного мистецтва.
- Пам'ятник загиблим від голоду жителям села (1932—1933 рр.).